# Williams International
Williams International ist ein US-amerikanischer Hersteller kleiner Gasturbinen mit Sitz in Pontiac (Michigan). Das Unternehmen produziert Strahltriebwerke für Marschflugkörper und kleine strahlgetriebene Flugzeuge.

## Geschichte
Das Unternehmen wurde 1955 von Dr. Sam B. Williams (* 7. Mai 1921, in Seattle; † 22. Juni 2009 in Indian Wells (Kalifornien)) als Williams Research Corporation in Birmingham (Michigan) gegründet (andere Quellen nennen 1954). 1981 wurde die Firma in Williams International umbenannt. Seit den 1950er-Jahren baut das Unternehmen kleine Turbofan-Triebwerke für sehr leichte Strahlflugzeuge (very light jet, VLJ), Marschflugkörper und Drohnen.
Unter Verwendung der Marschflugkörper-Triebwerke entwickelte Williams eine Reihe von VTOL-Fahrzeugen, einschließlich eines strahlgetriebenen Gürtels im Jahr 1969. In den Siebzigerjahren baute das Unternehmen die Williams Aerial Systems Platform (WASP) und in den Achtzigerjahren den X-Jet, welcher von der Armee der Vereinigten Staaten erprobt wurde.
In den Achtzigerjahren erkannte Williams den Bedarf für ein kleines, leichtes Düsentriebwerk in der allgemeinen Luftfahrt, um ein kostengünstiges Privat- oder Geschäftsreiseflugzeug anzutreiben. Das Unternehmen entwickelte daraufhin das FJ44, das die Einführung einer Reihe leichter strahlgetriebener Flugzeuge ermöglichte.
1992 startete die NASA ihr Advanced General Aviation Transport Experiments-(AGATE)-Programm, in dem zusammen mit den verschiedenen Herstellern neue Technologien entwickelt werden sollten, um die allgemeine Luftfahrtindustrie wiederzubeleben. 1996 nahm Williams an diesem Programm teil, um ein treibstoffsparendes Turbofan-Triebwerk zu entwickeln, das noch kleiner sein sollte als das FJ44. Das Resultat war das FJX-2-Triebwerk. Williams schloss danach einen Vertrag mit Burt Rutans Firma Scaled Composites zu Bau und Entwicklung des Williams V-Jet II, eines Minijets, der als Testträger und Technologiedemonstrator dienen sollte. Das Flugzeug und das Triebwerk wurden 1997 bei der Oshkosh Airshow vorgestellt. Die Serienversion des Triebwerks, welches nun den Namen EJ22 (später FJ22) trug, wurde beim Prototyp der Eclipse 500, welche aus dem V-Jet II entwickelt wurde, eingesetzt, aber später durch ein Pratt & Whitney-Triebwerk ersetzt.

## Produkte
unter anderem werden produziert:
- Williams International WR19, verwendet in Marschflugkörpern und in Drohnen
- Williams International F107, verwendet in einer Vielzahl der Marschflugkörper
- Williams International FJ22, eine Ableitung des FJX-2; alias EJ-22, für den VLJ-Markt
- Williams International FJ33, ebenfalls für den VLJ-Markt
- Williams International FJ44, produziert in Zusammenarbeit mit Rolls-Royce für leichte Geschäftsreiseflugzeuge